# شريف مكة
شريف مكة أو شريف الحجاز هو لقب حكام شرافة مكة، حاكم المدينتين المقدستين مكة المكرمة والمدينة المنورة. يطلق هذا المصطلح على أحفاد حفيد النبي محمد صلى الله عليه وسلم الحسن بن علي بن أبي طالب.

## قائمة شريف مكة (967–1925)

### خلال عصرالدولة الفاطمية(967–1101)
- الشريف جعفر بن محمد (967–980)
- الشريف عيسى (980–994)

علم الحجاز الفاطمية

- الشريف أبو الفتوح الحسن بن جعفر (994–1010)، لفترة وجيزة معارض للخليفة في 1010
- الشريف شكر بن الحسن بن جعفر (1010–1012)
- الشريف أبو الطيب داود بن عبد الرحمن (1012–1039)
- الشريف محمد بن عبد الرحمن بن أبي الفاتك (1039 - 1048)
- الشريف وهاس بن أبو الطيب داود بن عبد الرحمن (1048–1058)
- الشريف حمزة بن وهاس (1058 - 1062)
- أبو الهاشم بن محمد (1063–1094)
- ابن أبو هاشم الثلاب (1094–1101)

### خلال عصرالدولة الأيوبية(1201–1254)

علم الحجاز الأيوبية

- قتادة بن إدريس (1201–1220): قتل في سن 90 من قبل ابنه
- حسن بن قتادة الحسني العلوي (1220–1222): الظاهر بيبرس حاكم مصر كلفه بجمع الزكاة في المنطقة
- جماز بن الحسن بن قتادة، بعدما قتل أبو سعد الحسن وأصبح شريف مكة لعدة أشهر من عام 1253 إلى 1254.
- أبو نمي بن أبي سعد (الحسن أبو سعد) (1241–1254)

### خلال عصرالمماليك(1254–1517)

علم المماليك الحجاز

- محمد أبو نوباج (1254–1301): أول مملوكي شريف بعد سقوط الدولة الأيوبية
- رميثة بن محمد (1301–1346)
- عجلان بن رميثة (1346–1375)
- حسن بن عجلان (الحسن الثاني) (1394–1425)
- بركات الأول (1425–1455)
- الملك العادل محمد بن بركات (1455–1497)
- بركات الثاني (بركات بن محمد) (بركات أفندي) (1497–1525): بنى الأسوار الأولى لمدينة جدة بأمر من قانصوه الغوري

### خلال عصرالدولة العثمانية(1517–1917)

علم الحجاز العثمانية

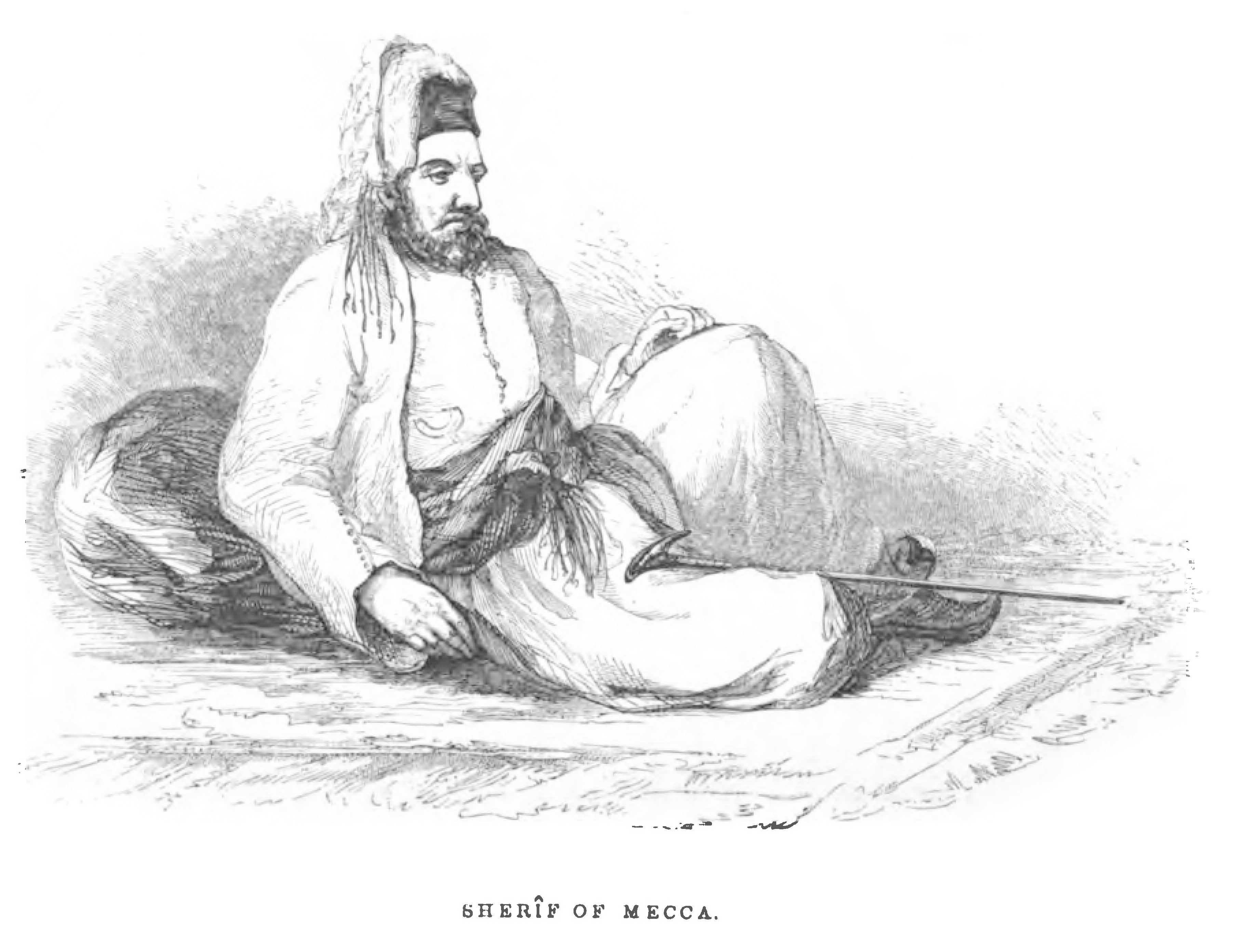
محمد بن عبدالمعين، شريف مكة 1827-1851، كما ظهر في صورة وردت في كتاب من عام 1848، رسمها ويليام فرانسيس لينش

- بركات الثاني (بركات بن محمد) (بركات أفندي) (1497–1525): أول شريف عثماني; أصبح الحجاز ولاية عثمانية بعد سقوط القاهرة للسلطان سليم الأول.
- محمد أبو نمي الثاني (1525–1583): تم إعادة بناء أسوار جدة في 1525 بعد الانتصار على البرتغال البرتغال أرمادا قي البحر الأحمر
- الحسن بن محمد أبو نمي (1583–1601)
- إدريس بن الحسن (1601–1610)
- محسن بن حسين (1610–1628)
- أحمد بن طالب الحسن (1628–1629)
- مسعود بن إدريس (مسعود أفندي) (1629–1630)
- عبد الله بن الحسن (1630–1631)
- زيد بن محسن (1631–1666)
- سعد بن زيد (1666–1667)
- محسن بن أحمد (1667–1668)
- سعد بن زيد (1668–1670)
- حمود بن عبد الله بن الحسن (1670–1670)
- سعد بن زيد (1670–1671)
- بركات بن محمد (1672–1682)
- سعيد بن بركات (1682–1683)
- إبراهيم بن محمد (1683–1684)
- أحمد بن زيد (1684–1688)
- أحمد بن غالب (1688–1689)
- محسن بن أحمد (1689–1691)
- سعيد بن سعد (1691–1693)
- سعد بن زيد (1693–1694)
- عبد الله بن هاشم (1694–1694)
- سعد بن زيد (1694–1702)
- سعيد بن سعد (1702–1704)
- عبد المحسن بن أحمد (1704–1704)
- عبد الكريم بن محمد (1704–1705)
- سعيد بن سعد (1705–1705)
- عبد الكريم بن محمد (1705–1711)
- سعيد بن سعد (1711–1717)
- عبد الله بن سعيد (1717–1718)
- علي بن سعيد (1718–1718)
- يحيى بن بركات (1718–1719)
- مبارك بن أحمد (1719–1722)
- بركات بن يحيى (1722–1723)
- مبارك بن أحمد (1723–1724)
- عبد الله بن سعيد (1724–1731)
- محمد بن عبد الله (1731–1732)
- مسعود بن سعيد (1732–1733)
- محمد بن عبد الله (1733–1734)
- مسعود بن سعيد (1734–1759)
- جعفر بن سعيد (1759–1760)
- مساعد بن سعيد (1760–1770)
- أحمد بن سعيد (1770–1770)
- عبد الله بن حسين (1770–1773)
- سرور بن مساعد (1773–1788)
- عبد المعين بن مساعد (1788–1788): عينه سعود الكبير بن عبد العزيز بن محمد آل سعود، حاكم الدرعية (الدولة السعودية الأولى)
- غالب بن مساعد (1788–1803)
- يحيى بن سرور (1803–1813): المسجون في القسطنطينية خلال عصر الحرب العثمانية السعودية
- غالب بن مساعد (1813–1827)
- عبد المطلب بن غالب (1827–1827)
- محمد بن عبد المعين بن عون (1827–1851)
- عبد المطلب بن غالب (1851–1856)
- محمد بن عبد المعين بن عون (1856–1858)
- عبد الله كامل باشا (1858–1877)
- حسين بن محمد (1877–1880)
- عبد المطلب بن غالب (1880–1882)
- الشريف عون الرفيق (1882–1905)
- عبد الإله باشا (1905–1908)
- الحسين بن علي بن محمد بن عبد المعين الهاشمي القرشي (1908–1916) (لاحقا الملك الحسين بن علي ملك الحجاز و ملك العرب)
- علي حيدر باشا (1916–1917)

### خلال عصرمملكة الحجاز(1916–1925)

علم مملكة الحجاز

- الحسين بن علي بن محمد بن عبد المعين الهاشمي القرشي (1916–1924) (ملك العرب)
- علي بن الحسين بن علي الهاشمي القرشي (1924–1925)

### خلال عصرالمملكة العربية السورية(1918 – 1920)

علم المملكة العربية السورية

- فيصل الأول بن الحسين بن علي الهاشمي القرشي (1918 - 1920)

### خلال عصرالمملكة العراقية الهاشمية(1932 – 1958)

علم المملكة العراقية الهاشمية

- فيصل الأول بن الحسين بن علي الهاشمي القرشي (1921 - 1933)
- غازي بن فيصل الأول بن الحسين بن علي الهاشمي القرشي (1933 - 1939)
- فيصل الثاني بن غازي بن فيصل الأول بن الحسين بن علي الهاشمي القرشي (1939 - 1958)

### خلال عصرإمارة المشرق العربي/إمارة شرقي الأردن(1921 – 1946)

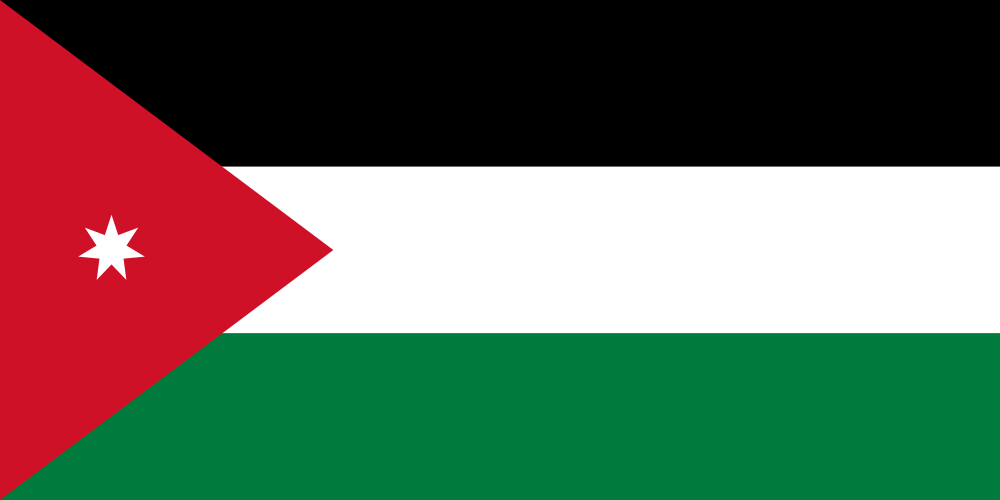
علم إمارة شرق الأردن

- عبد الله الأول بن الحسين بن علي الهاشمي القرشي (1921 - 1946)

### المملكة الأردنية الهاشمية(1946 –  )

علم المملكة الأردنية الهاشمية

- عبد الله الأول بن الحسين بن علي الهاشمي القرشي (1946 - 1951)
- طلال بن عبد الله الأول بن الحسين بن علي الهاشمي القرشي (1951 - 1952)
- الحسين بن طلال بن عبد الله الأول (1952 - 1999)
- عبد الله الثاني بن الحسين بن طلال بن عبد الله الأول الهاشمي القرشي (1999 -  )